# Чирка (річка)
Чирка, Мольча, Мольчанський канал (біл. Чы́рка, Мольча, Мольчанскі канал) — річка в Білорусі, у межах  Світлогорського району Гомельської області, ліва притока річки Жердянка (басейн річки Дніпро).
Довжина річки 18 км, за іншими джерелами —  21 км.

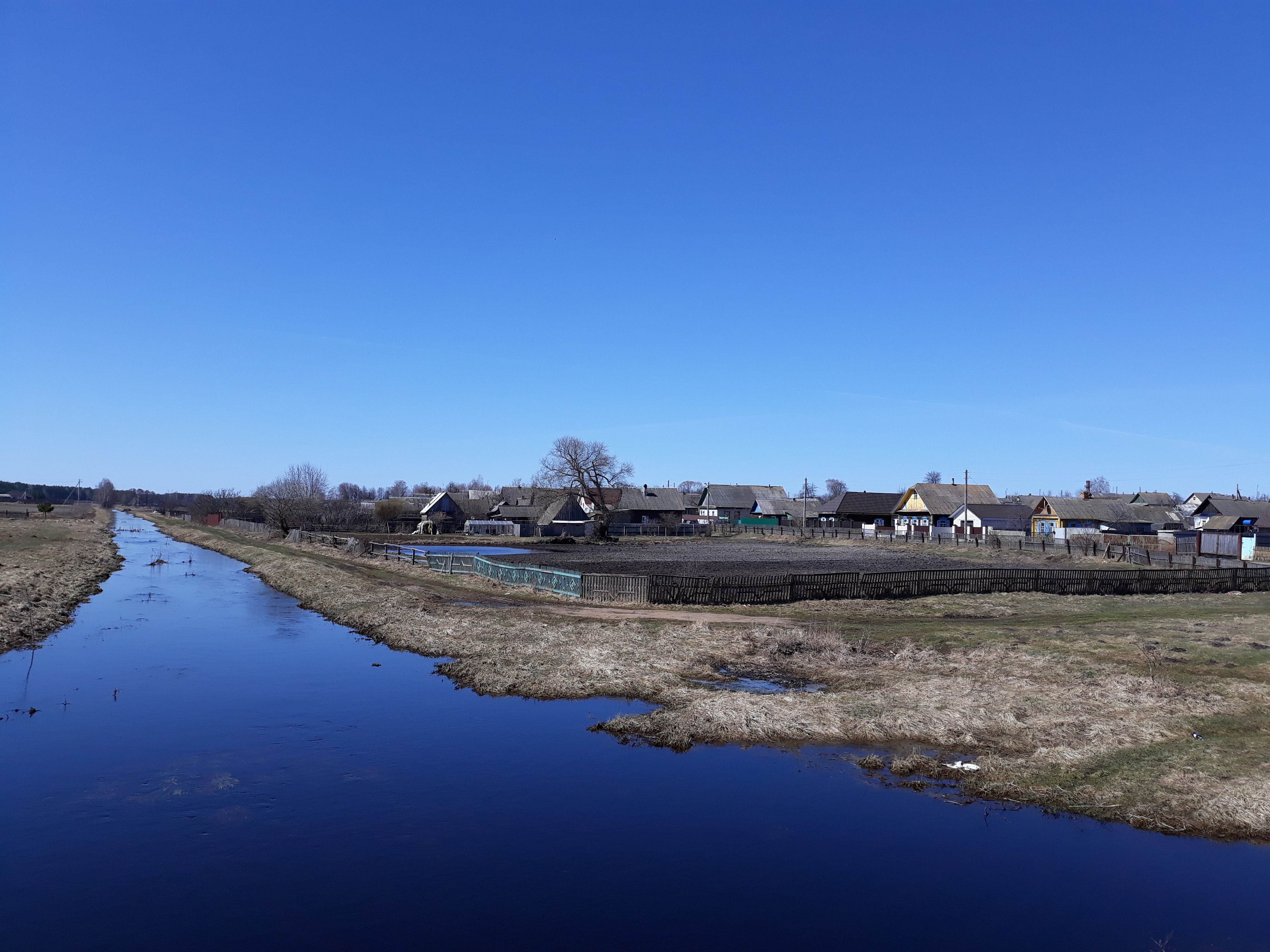
Річка у Чирковичах

Середній нахил водної поверхні 0,7 м/км. Площа водозбору 100 км². Починається за 3,5 км на північний схід від села Великий Бор, Гирло розташоване за 2 км на схід від села Чирковичі. Русло каналізоване.
Біля річки розташовані населені пункти Островчиці, Мольча, Чирковичі, Медков.